# Buxières-lès-Villiers
Buxières-lès-Villiers é uma comuna francesa na região administrativa de Grande Leste, no departamento de Haute-Marne. Estende-se por uma área de 4,97 km². Em 2010 a comuna tinha 213 habitantes (densidade: 42,9 hab./km²).